# گیدو آلورنگا
گیدو آلورنگا (انگلیسی: Guido Alvarenga؛ زادهٔ ۲۴ اوت ۱۹۷۰) یک بازیکن فوتبال اهل پاراگوئه است.
وی همچنین در تیم ملی فوتبال پاراگوئه بازی کرده‌است.